# Horst Böhme (SS-Mitglied)

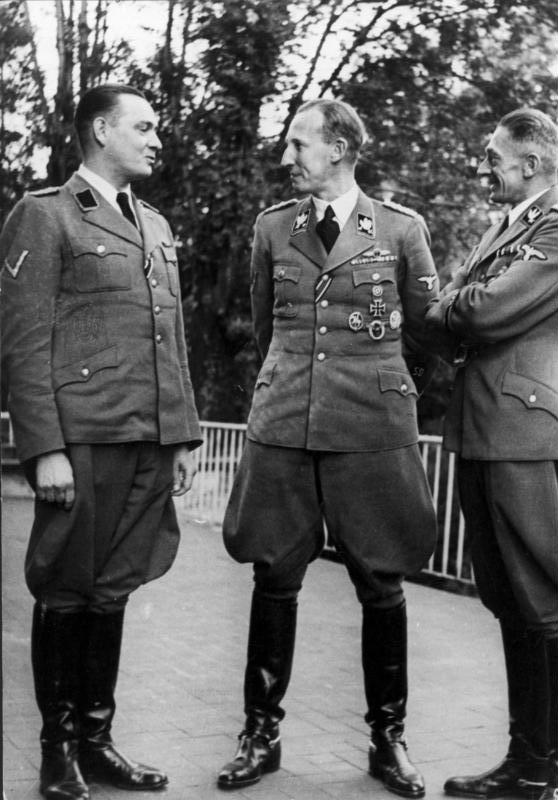
Horst Böhme (links), zusammen mit Reinhard Heydrich (Mitte) und Karl Hermann Frank (rechts).

Horst Böhme (* 24. August 1909 in Colmnitz; † 10. April 1945 ? in Königsberg) war ein deutscher SS-Führer. Böhme war ein führender Mitarbeiter im Sicherheitsdienst der NSDAP und enger Vertrauter des SS-Obergruppenführers Reinhard Heydrich. Zuletzt im Rang eines SS-Oberführers und verschiedenen Funktionen, maßgeblich in verdeckte und terroristische Aktivitäten des SD verstrickt, die als Verbrechen bzw. Kriegsverbrechen gelten, so u. a. die Ermordung von „unliebsamen“ Personen und in das Massaker von Lidice.

## Leben und Wirken
Böhme besuchte die Volksschule und war später als Spediteur tätig. Politisch engagierte er sich im Jungstahlhelm, bei der Marine-Brigade Ehrhardt und dem Bund Oberland. Böhme trat zum 1. Mai 1930 in die NSDAP ein (Mitgliedsnummer 236.651). Zur selben Zeit wurde er Mitglied der SS (SS-Nr. 2.821). Nach der Beförderung zum SS-Untersturmführer (4. Juli 1934) und SS-Obersturmführer (9. November 1934) war er ab 1935 im SD-Hauptamt in Berlin tätig, wo er bald einer der engsten Mitarbeiter des SD-Chefs Reinhard Heydrich wurde.
In den folgenden Jahren übernahm Böhme vor allem eine Reihe von Sonderaufträgen für Heydrich. So ermordete er am 13. oder 14. März 1938, kurz nach der deutschen Annexion Österreichs, auf Befehl des SD-Chefs den Diplomaten Wilhelm Freiherr von Ketteler. Dieser war Attaché an der deutschen Botschaft in Wien, in Führungskreisen der NSDAP aufgrund seiner antinazistischen Aktivitäten verhasst. Im Zusammen seiner Auftragserfüllung und dem Anwachsen der Rolle der SS als Terrororganisation wurde Böhme in diesen Jahren kontinuierlich ge- und befördert. Am 30. Januar 1936 erhielt er den Rang eines SS-Hauptsturmführers, am 20. April 1937 zum SS-Sturmbannführer und im Jahr 1938 zum SS-Obersturmbannführer und Oberstleutnant der Polizei ernannt.
Nach der Zerschlagung der Tschechoslowakei im Frühjahr 1939 wurde Böhme zum Befehlshaber der Sicherheitspolizei und des Sicherheitsdienstes (BdS) im neu geschaffenen Protektorat in Prag berufen. In dieser Eigenschaft oblag ihm die Kommandogewalt über die durch Deutschland neu eingerichteten Dienststellen der Gestapo und des SD im Protektorat Böhmen und Mähren. Zu seinen engen Mitarbeitern in diesem Amt zählten die Gestapo-Führer Hans-Ulrich Geschke, Führer der Stapo-Leitstelle Prag, und Wilhelm Nölle, Führer der Stapo-Leitstelle in Brünn.
In kurzer Zeit baute er in dem von Deutschland besetzten Territorium ein polizeiliches und nachrichtendienstliches Verfolgungs- und Terrorsystem auf. Im Zuge der Sonderaktion Prag vom 17. November 1939 war Böhme maßgeblich an der Zerschlagung des tschechischen Hochschulsystems und der Deportation von 1.500 Studenten in das KZ Sachsenhausen beteiligt. Vor allem die Vernichtung Andersdenkender, die Beseitigung von, dem nationalsozialistischen Rassesystem nach „minderwertiges Leben“ waren seine Handlungsziele. Am 10. Oktober 1940 nahm Böhme neben Heydrich, Hans Frank, Adolf Eichmann und Hans Günther an der Besprechung teil, in deren Zuge die zum Zwecke der von Hitler angeordneten Deportation der Juden im Protektoratsgebiet – insgesamt etwa 88.000 Personen – zu ergreifenden Maßnahmen festgelegt wurden. Am 21. Oktober 1941 wurde er zum SS-Standartenführer befördert.
Nach dem Attentat auf seinen Vorgesetzten Reinhard Heydrich am 27. Mai 1942 in Prag führte Böhme als Befehlshaber der Sicherheitspolizei und des SD (BdS) für Prag das Kommando über die von Hitler und Himmler angeordneten „Vergeltungsmaßnahmen“ – die sogenannte Heydrichiade. Auf seinen Vorschlag hin kam es zur Vernichtung des Dorfes Lidice, wobei 184 Männer erschossen, 195 Frauen ins KZ Ravensbrück deportiert und 105 Kinder in das Umsiedlungslager (Łódź) verschleppt wurden, von denen bis auf 17 alle umkamen.
Im September 1942 wurde Böhme als Polizeiattaché nach Bukarest versetzt. Doch in diesem Amt kam es zu erheblichen Kompetenzstreitigkeiten mit dem ihm vorgesetzten Gesandten Manfred von Killinger. Zahlreiche von Böhme eingeforderten Maßnahmen und Vorgehensweisen zur Verfolgung der in Rumänien lebenden Juden und Zigeuner wurden nicht in der von ihm verlangten Form umgesetzt. Von Januar bis August 1943 leitete er die Einsatzgruppe B der Einsatzgruppen der Sicherheitspolizei und des SD, mit der er in maßgeblicher Weise an der massenhaften Ermordung von Zivilisten in der Sowjetunion beteiligt war. Von September 1943 bis zum März 1944 gehörte Böhme in gleicher Funktion zur Einsatzgruppe C, bevor er im August 1944 – nun als Oberst der Polizei – zur Einsatzgruppe B zurückkehrte. Kurz darauf übernahm er Ende August 1944 das Amt des Inspekteurs der Sicherheitspolizei und des SD im Wehrkreis I – Königsberg. Dieser Aufgabenbereich war durch den Tod von Walter Schick nicht besetzt. Am 9. November 1944 erfolgte die Ernennung zum SS-Oberführer.
In der letzten Kriegsphase war er Befehlshaber der Sicherheitspolizei und des SD in Ostpreußen. Seit dem April 1945 galt Böhme, der zuletzt bei Kampfhandlungen in der Nähe von Königsberg gesehen wurde, als verschollen. In der Nachkriegszeit stand er einige Jahre lang als Kriegsverbrecher auf der internationalen Fahndungsliste. 1954 wurde er vom Amtsgericht Kiel mit Todestag 10. April 1945 für tot erklärt (Akz. 21 II 713/53). Es wurde als sicher angenommen, dass er entweder bei Kampfhandlungen den Tod gefunden hat oder sich selbst erschoss, um nicht in sowjetische Hand zu fallen.

## Auszeichnungen
Zu den Auszeichnungen, die Böhme im Laufe seiner Karriere erhielt, zählten der SS-Totenkopfring, der SS-Ehrendegen, das Eiserne Kreuz II. Klasse und das Kriegsverdienstkreuz mit Schwertern.